# James Edgar Martine
James Edgar Martine (New York, 1850. augusztus 25. – Miami, 1925. február 26.) az Amerikai Egyesült Államok szenátora (New Jersey, 1911–1917).